# Dongdao Yuan
Dongdao Yuan oder Dongdao-Tempel (chinesisch 东道院, englisch East Dao Temple – „Östlicher-Dao-Tempel“), der auch Jiutian Gong (九天宮 / 九天宮,  Jiutian Gong, englisch Nine Heavens Palace – „Palast der Neun Himmel“) oder Huashan Dongdao Yuan (华山东道院, englisch East Dao Temple on Mt. Hua) genannt wird, ist ein daoistischer Tempel im Huashan-Gebirge (Hua Shan) im  Kreis Huayin der chinesischen Provinz Shaanxi. Die heutigen Gebäude stammen aus der Zeit der Qing-Dynastie. Er gehört zur Tradition des Quanzhen-Daoismus. Der Tempel steht auch auf der Liste der 21 wichtigsten daoistischen Tempel des chinesischen Staatsrates.